# زمین‌لرزه ۱۹۷۱ سان‌فرناندو
زمین‌لرزه سان‌فرناندو  در تاریخ ۹ فوریه ۱۹۷۱ میلادی، برابر با ‎۲۰ بهمن ۱۳۴۹، ساعت ۰۶:۰۰:۴۱ صبح وقت محلی (۱۴:۰۰:۴۱ به زمان یوتی‌سی) در آمریکا ، منطقه سان‌فرناندو رخ داد. ژرفای این زلزله ۸٫۴ کیلومتر بود. بزرگی آن ۶٫۶ در مقیاس Mw اعلام شده‌است. زمین‌لرزه به وقت محلی در روز سه‌شنبه، ساعت ۶ روی داده و منطقه زمانی آن یوتی‌سی -۸ بوده‌است (با لحاظ تغییر ساعت تابستانی).
سازمان زمین‌شناسی آمریکا نیز محل این زمین‌لرزه را در مختصات ۳۴°۲۴′۴۳″شمالی ۱۱۸°۲۴′۰۰″غربی / ۳۴٫۴۱۲°شمالی ۱۱۸٫۴°غربی و بزرگی آنرا برابر با ۶٫۵ در مقیاس ریشتر اعلام کرده‌است. ژرفای گزارش شده از سوی این سازمان ۸٫۴ کیلومتر می‌باشد.
شمار کشتگان زلزله حدود ۶۵ نفر بوده‌است.تعداد زخمیان ۲۰۰ نفر برآورده شده‌است.